# المجلس الدولي للزراعة الفموية
المجلس الدولي للزراعة الفموي (ICOI) هي منظمة غير ربحية تهدف لتقديم المعرفة، تجري ندوات ومؤتمرات وتشجع البحث والعمل في مجال زراعة الأسنان. تأسست عام 1972، تهدف المنظمة إلى تطوير وتحسين العمل في مجال زراعة الأسنان. العضوية في هذه المنظمة متاحة لجراحي الفم، تقنييّ المخابر، الصناعيين في مجال تعويضات الأسنان وللباحثين. يوجد أكثر من 25000 عضو فعال في هذه المنظمة ضمن أكثر من 65 مجنمع حول العالم. تقدم شهادات لأطباء الأسنان في مجالات زمالة للمنظمة أو عضوية للمنظمة. المنظمة تنشر جريدة مرتين في الشهر ونشرة إخبارية أربع مرات في الشهر. يجتمع علماء مختلفين بدعوة المنظمة كل عام مع الدعم من قبل المشروع الابن للمنطمة (IDREF) لجمع التبرعات لتحقيق أهداف المنطمة.